# Casa di Prospero Mochi

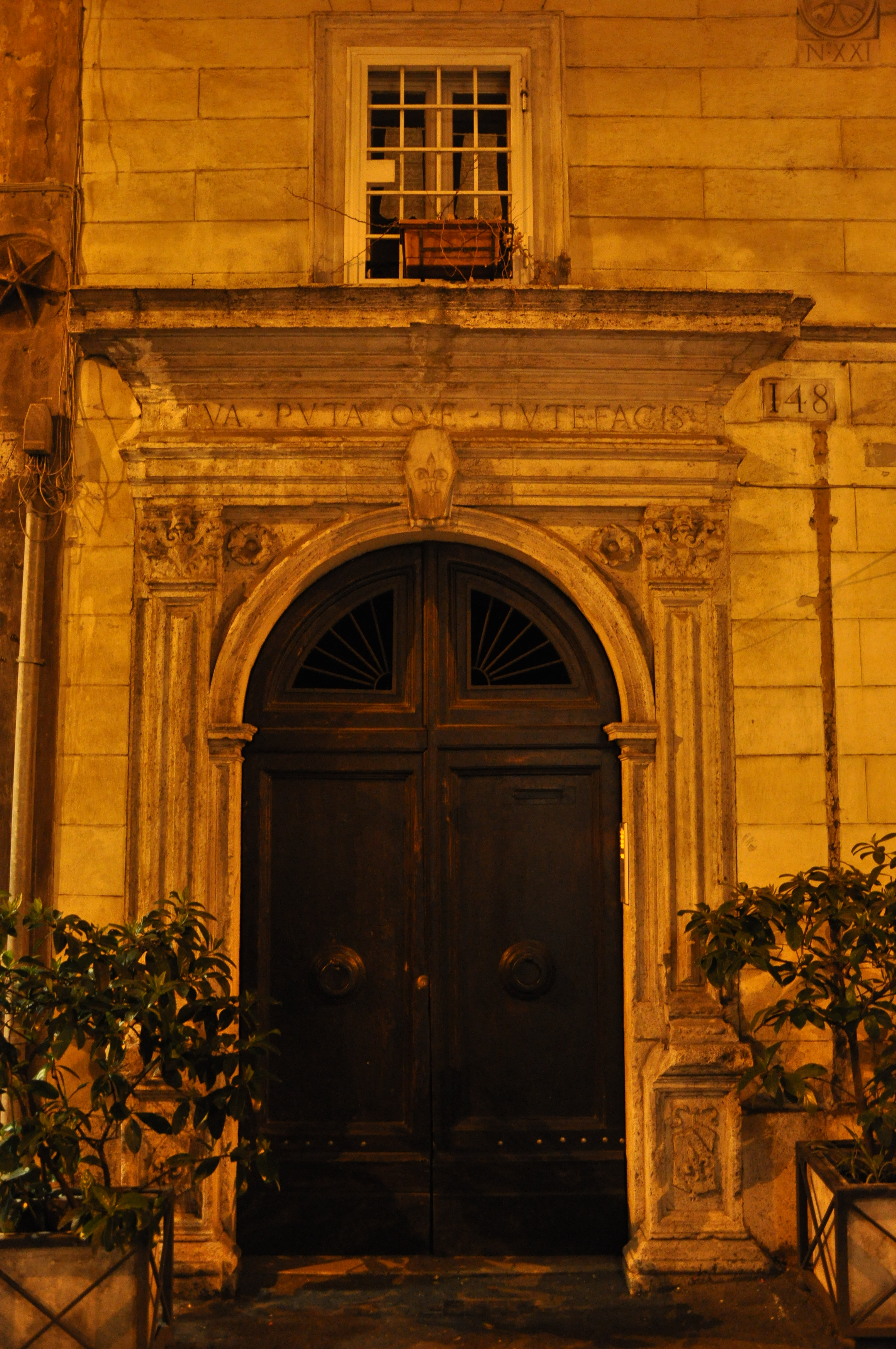
Portal principal com a inscrição "TUA PUTA QUE TUTE FACIS" ("Considera teu o que tu fazes").

Casa di Prospero Mochi, conhecida também como Palazzetto Mochi, é um palacete renascentista localizado no número 148 da Via dei Coronari e com fundo para a Via de Vecchiarelli, no rione Ponte de Roma.

## História
O edifício foi construído em 1516 pelo florentino Pietro di Giacomo Rosselli, um ajudante de Antonio da Sangallo, o Jovem, para Prospero Mochi, um abreviador apostólico e comissário geral das fortificações de Roma e do Borgo na época do papa Paulo III.

## Descrição
A fachada se apresenta em três pisos com janelas decoradas com motivos heráldicos do brasão e do lema dos Mochi. No portal está a inscrição "TUA PUTA QUE TUTE FACIS" ("Considera teu o que tu fazes"); nas janelas do piso nobre está o nome do proprietário, "P.DE MOCHIS ABBR. A." ("Prospero Mochi, abreviador apostólico); nas janelas do segundo piso, "NON OMNIA POSSUMUS OMNES" ("Ninguém pode fazer tudo") e "PROMISSIS MANE" ("Mantenha suas promessas"). Um beiral com mísulas coroa o conjunto.
No geral, a decoração é similar à da Casa di Teodoro Amayden, na Via di Monte Giordano. 